# Pituriàspids
Els pituriàspids (Pituriaspida) són una petita classe extinta de peixos àgnats (sense mandíbules) que van viure en el Devonià mitjà, fa uns 390 milions d'anys.
Els pituriàspids eren àgnats cuirassats, amb una armadura òssia que els cobria el cap i que es perllongava cap endavant en una llarga espina o rostre (semblant a l'actual Xiphias gladius). Van viure en ambients deltaics, en l'oest de Queensland (Austràlia). Es coneixen solament dues espècies Pituriaspis doylei, amb un escut cefàlic allargat i un rostre molt llarg, i Neeyambaspis enigmatica, amb un escut cefàlic més triangular i un rostre molt més curt.

## Origen del nom
Pituri és una droga al·lucinògena que s'extreu de les fulles de Duboisia i Acàcia usada pels aborígens australians. El descobridor dels pituriàspids Gavin Young, va donar el nom de Pituriaspis, ja que donat l'estrany aspecte dels primers espècimens examinats creia que estava al·lucinant (Long, p. 59).